# Mein Schiff 2 (Schiff, 2019)
Die Mein Schiff 2 ist ein Kreuzfahrtschiff der Reederei TUI Cruises. Es wurde am 9. Februar 2019 in Lissabon getauft, hat eine Länge von etwa 316 Metern und ist für 2894 Passagiere zugelassen. Das Schiff wurde im Januar 2019 abgeliefert. Zuvor wurde die bisherige Mein Schiff 2 in Mein Schiff Herz umbenannt.

## Geschichte

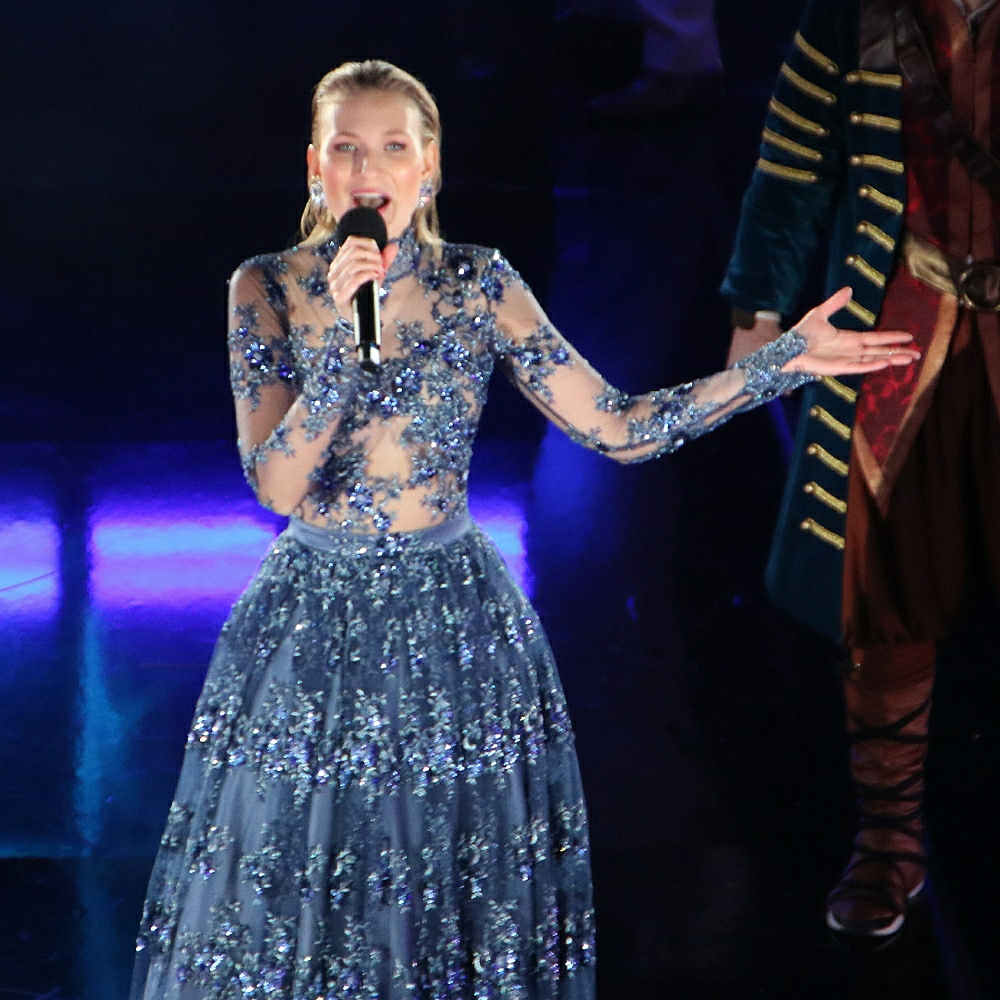
Carolin Niemczyk bei der Taufzeremonie

Im September 2014 bestellte TUI Cruises die Mein Schiff 5 und die Mein Schiff 6 bei Meyer Turku. Daneben wurden Optionen für zwei weitere Schiffe, die Mein Schiff 1 und die Mein Schiff 2 vereinbart. Kurz nach dem ersten Stahlschnitt für die Mein Schiff 6 wandelte TUI Cruises am 1. Juli 2015 die Optionen für zwei weitere Schiffe in verbindliche Bestellungen um. Diese Neubauten sollten ursprünglich Mein Schiff 7 und Mein Schiff 8 heißen, im Zuge der geplanten Abgabe der alten Mein Schiff 1 und der alten Mein Schiff 2 an Thomson Cruises entschied sich die Reederei, diese beiden Nummern für die geplanten Schiffe neu zu vergeben.
Der Bau der Mein Schiff 2 begann mit dem ersten Stahlschnitt am 13. Februar 2017 unter der Baunummer NB-1393, neben der Kiellegung der Mein Schiff 1. Die Kiellegung des Neubaus erfolgte am 5. Oktober 2017.
Am 1. Juni 2018 fand mit dem Fluten des Trockendocks das Aufschwimmen statt. Am 19. November verließ das Schiff zum ersten Mal die Werft zu Probefahrten auf offener See. Um einer Verzögerung der Ablieferung durch Vereisung der Ostsee zu entgehen, verließ das Schiff, welches zunächst unter finnischer Flagge fuhr, bereits am 3. Januar 2019 Finnland in Richtung Kiel, wo es am 5. Januar 2019 eintraf. Nach letzten Ausrüstungsarbeiten wurde das Schiff  am 22. Januar 2019, etwa 2 Monate früher als ursprünglich geplant, in Kiel  abgeliefert. Aufgrund von Eisgang und der Gefahr, die Unterwasserlackierung zu beschädigen, war das Schiff bereits einige Wochen vor der Ablieferung nach Kiel überführt worden.
Noch vor der Taufreise begann am 23. Januar 2019 in Kiel eine Kurzreise für Mitarbeiter von Reisebüros und am 27. Januar 2019 in Bremerhaven eine „Vorfreudefahrt“ für zahlende Gäste. Am 9. Februar 2019 wurde das Schiff von Carolin Niemczyk, der Sängerin der Band Glasperlenspiel, getauft.

## Allgemeines
Die Mein Schiff 2 unterscheidet sich, ebenso wie die 2018 in Dienst gestellte Mein Schiff 1, von den früheren Neubauten von TUI Cruises. Sie sind größer und haben eine veränderte Optik. So sind beispielsweise die beiden Schiffe gut 20 Meter länger und verfügen über 180 Kabinen mehr als die früheren vier Neubauten der Reederei. Auf dem Schiff gibt es einen 25 Meter und einen etwa 10 Meter langen Pool. Es gibt an Bord acht Restaurants und 15 Bars/Lounges.

## Einsatz
Die Taufreise der neuen Mein Schiff 2 begann am 3. Februar 2019 in Bremerhaven und führte über A Coruña (Spanien) und Leixões (Portugal) nach Lissabon. In der Premierensaison 2019 führte die Mein Schiff 2 Kreuzfahrten ab Palma de Mallorca auf verschiedenen Routen im Mittelmeer durch. Ab Oktober 2019 fuhr sie in der Karibik.